# 王福元
王福元（1917年—2009年4月26日），香港工业家、纺织业商人、慈善家。王统元之弟。

## 生平
家族祖籍浙江奉化，后迁定海，1917年生于上海。祖父王晋侯，是药材商人。父王启宇是上海著名工业家，中国现代印染先驱。王福元是王家幼子。有兄王经元、王濂元。兄王统元为上海纺织大王。繼母李象珮，是陶傑姨婆。甥王國旌（Chris Wong），是關之琳首任丈夫。姪女王培琪，嫁馬時亨。
早年赴杭州读书，毕业于杭州高级中学。后赴北京入读燕京大学。转学入上海圣约翰大学。1940年大学毕业，入家族所办的上海达纬纺织厂实习，从最基层做起，升任厂长。后接管父王启宇创办之达丰染织公司，生产“金凤图”牌棉布。
因治病而赴香港求医。之后又赴英国伦敦施行手术治疗。痊愈后即寓居香港。先接管濒临破产的香港怡泰制衣厂，经营有方，在香港纺织业中脱颖而出，故王在港有“雪褛专家”称号。其纺织产品曾畅销世界16个国家。1965年，斥资收购香港福基制衣厂，制造高端服装。1972年，于新加坡创办怡泰制衣有限公司。1975年，创办福新制衣有限公司。于美国创立FERA国际公司，其生产的FERA牌雪褛，为当时世界名牌。
2009年4月26日，93歲高齡的王福元與世長辭，家人按他生前的遺願，將其骨灰安葬在定海青嶺。

## 纪念
- 今香港中文大学王福元楼（The Chinese University of Hong Kong Wong Foo Yuan Building）
- 舟山市荣誉市民[3]
- 中国侨界爱心人士[3]